# Comuna Ciocănești, Călărași
Ciocănești este o comună în județul Călărași, Muntenia, România, formată numai din satul de reședință cu același nume.
Locuitorii au origini bulgare, bulgarii stabilindu-se în sat în două valuri, între 1806 - 1814 și între 1828 - 1834. Cea mai mare migrație a avut loc în 1828, când în sat s-au stabilit 45 de familii din satul Doimușlar (regiunea Silistra). Au fost și coloniști din satele silistrene Aidemir , Tătărița (azi parte din Aidemir) și Srebârna. În perioada 1910-1920, satul era bulgar și în el locuiau 2400 de bulgari. 

## Așezare
Comuna se află în zona central-sudică a județului, la limita cu regiunea Silistra din Bulgaria, pe malul stâng al Dunării. În dreptul localității Ciocănești se găsește pe Dunăre ostrovul Ciocănești. Prin comună trece șoseaua națională DN31, care leagă Călărașiul de Oltenița.

## Demografie
Componența etnică a comunei Ciocănești
     Români (91,48%)
     Alte etnii (0,58%)
     Necunoscută (7,94%)
Componența confesională a comunei Ciocănești
     Ortodocși (91,22%)
     Alte religii (0,55%)
     Necunoscută (8,23%)
Conform recensământului efectuat în 2021, populația comunei Ciocănești se ridică la 3.804 locuitori, în scădere față de recensământul anterior din 2011, când fuseseră înregistrați 4.257 de locuitori. Majoritatea locuitorilor sunt români (91,48%), iar pentru 7,94% nu se cunoaște apartenența etnică. Din punct de vedere confesional, majoritatea locuitorilor sunt ortodocși (91,22%), iar pentru 8,23% nu se cunoaște apartenența confesională.

## Politică și administrație
Comuna Ciocănești este administrată de un primar și un consiliu local compus din 13 consilieri. Primarul, Dan Velicu[*], de la Partidul Social Democrat, este în funcție din octombrie 2020. Începând cu alegerile locale din 2024, consiliul local are următoarea componență pe partide politice:
|  | Partid                    | Consilieri | Componența Consiliului | Componența Consiliului | Componența Consiliului | Componența Consiliului | Componența Consiliului | Componența Consiliului | Componența Consiliului |
|  | ------------------------- | ---------- | ---------------------- | ---------------------- | ---------------------- | ---------------------- | ---------------------- | ---------------------- | ---------------------- |
|  | Partidul Social Democrat  | 7          |                        |                        |                        |                        |                        |                        |                        |
|  | Partidul Național Liberal | 5          |                        |                        |                        |                        |                        |                        |                        |
|  | Partidul Puterii Umaniste | 1          |                        |                        |                        |                        |                        |                        |                        |

## Istorie
În 1700, localitatea este atestată în harta lui Cantacuzino și apare în copia austriacă din 1707 sub denumirea Tzocanesti . 
La sfârșitul secolului al XIX-lea, pe teritoriul actual al comunei funcționau, în plasa Borcea a județului Ialomița, comunele Ciocănești-Mărgineni și Ciocănești-Sârbi. Prima era formată din satele Ciocănești-Mărgineni, Ciocănești-Pământeni și Găunoși, cu 1807 locuitori, două biserici și trei școli (una mixtă, una de băieți și una de fete) având în total 181 de elevi (dintre care 60 de fete). Comuna Ciocănești-Sârbi era formată dintr-un singur sat, lipit de Ciocănești-Mărgineni și aflat imediat la vest de acesta; comuna avea 1437 de locuitori, o biserică și două școli — una de băieți, cu 74 de elevi și una de fete cu 57 de eleve. Anuarul Socec din 1925 consemnează apariția comunei actuale Ciocănești prin reorganizarea celor două foste comune; ea era compusă din satele Andolina, Ciocănești și Smârdan, avea 5114 locuitori și era reședința plășii Ciocănești din același județ.
În 1950, comuna a trecut în administrarea raionului Călărași din regiunea Ialomița și apoi (după 1952) din regiunea București. În 1968, ea a revenit la județul Ialomița, reînființat, iar satele Andolina și Smârdan au fost desființate și comasate cu satul Ciocănești. În 1981, o reorganizare administrativă regională a dus la transferarea comunei la județul Călărași.

## Monumente istorice
Trei obiective din comuna Ciocănești sunt incluse în lista monumentelor istorice din județul Călărași ca monumente de interes local. Unul este biserica „Sfântul Ierarh Nicolae”, datând din 1862, și clasificată ca monument de arhitectură. Celelalte două sunt două cruci de piatră, clasificate ca monumente memoriale sau funerare: una datată 1830 și aflată vis-à-vis de stadion în curtea lui Dobre Petra și alta, din 1742, se află în cartierul Mărgineni, în fața casei moștenitorilor lui Ion Raiu.

## Lăcașuri de cult
- Biserica din fostul sat Andolina

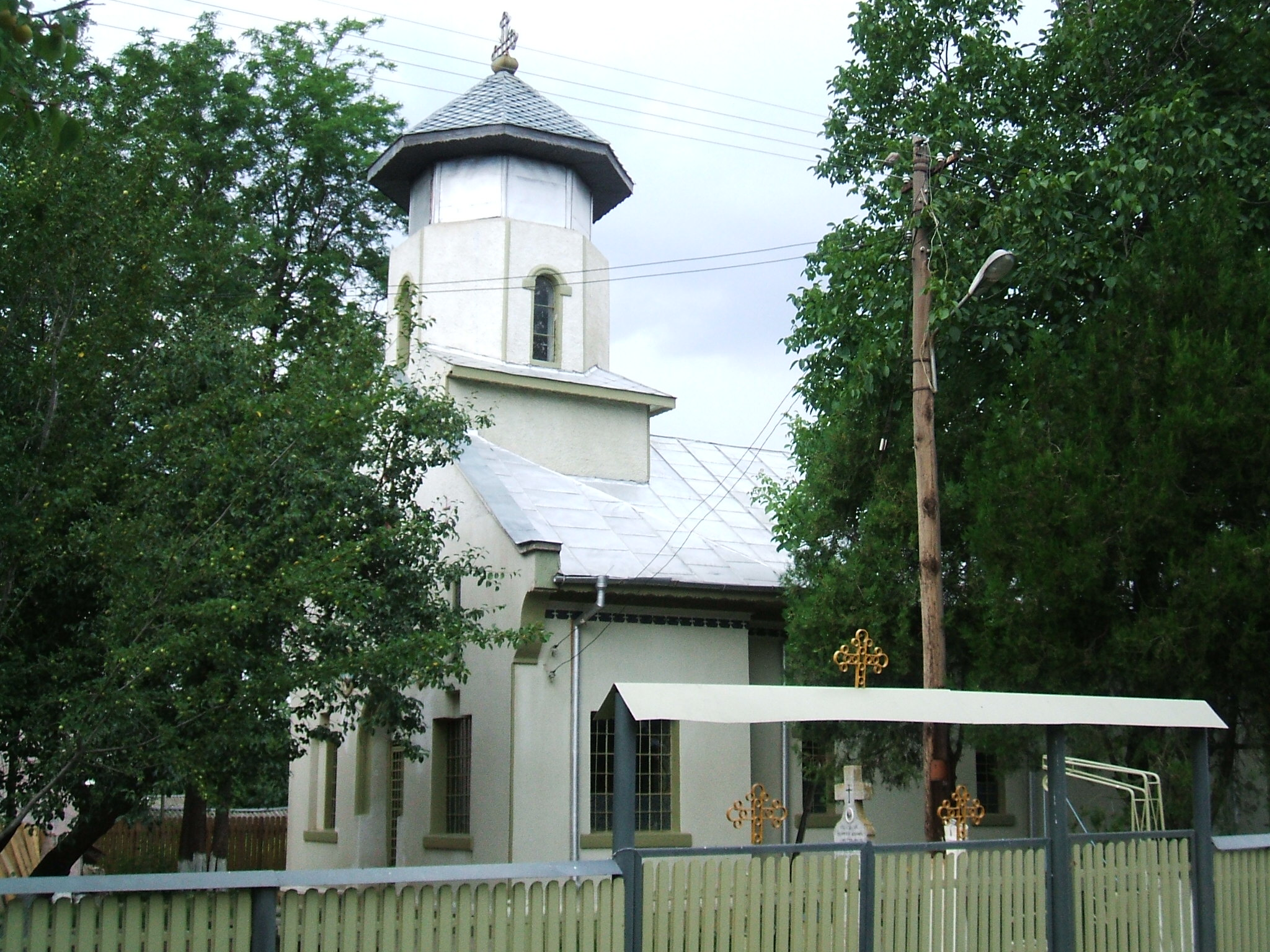
Biserica din Andolina, imagine din anul 2007

Biserica „Sfântul Ierarh Nicolae" din satul Andolina, comuna Ciocănești, județul Călărași, a fost construită în anii 1942 - 1943, pe un teren donat de Banu Ion, în timpul celui de Al Doilea Război Mondial, prin contribuția financiară a enoriașilor, în perioada când preot paroh era Dumitru Mihăilescu.
Biserica a fost sfințită după terminarea picturii interioare, în anul 1946. Modificările ulterioare au vizat renovări de mai mică amploare, repictarea interiorului în anii 1960 ca și după anul 2000 fiind urmate de fiecare dată de slujbe de resfințire a lăcașului de cult.
Dimensiunile modeste (nava : 16,5 m x 6 m x 6 m) ale bisericii se explică prin resursele financiare și materiale mai reduse disponibile în timpul războiului.
Parohia Andolina se află în subordinea Protopopiatului Călărași, la rândul său parte a Episcopiei Sloboziei și Călărașilor.